# DDR-Orientierungslauf-Meisterschaft
DDR-Meisterschaften im Orientierungslauf fanden von 1956 (Mannschaft) und 1962 (Einzel) bis 1990 statt.
Die erste Orientierungslauf-Meisterschaft im Einzel wurde 1962 in Schmiedefeld am Rennsteig ausgetragen. Ein Jahr später kam der Nacht-Orientierungslauf und eine Kombination aus Nacht- und Taglauf hinzu. Der erste Meister auf der langen Strecke wurde 1967 bei einem Lauf von Eisenberg nach Jena ermittelt. Die Premiere auf der Kurzstrecke gab es 1990 im Zittauer Gebirge, welche auch gleichzeitig die letzte Veranstaltung dieser Art war.
Mannschaftsmeisterschaften gab es von 1956 an und wurden bis 1959 als Touristischen Mannschaftsmehrkampf ausgetragen. Von 1959 bis 1961 sowie 1984 gab es den Mannschaftsmeister im Orientierungslauf. Die Staffel-Meisterschaften kamen 1964 ins Programm und wurden jährlich bis 1990 ausgetragen.

## Herren

### Einzel
| Jahr | Austragungsort               | 1. Platz                                           | 2. Platz                                           | 3. Platz                                           | Bemerkung                 |
| ---- | ---------------------------- | -------------------------------------------------- | -------------------------------------------------- | -------------------------------------------------- | ------------------------- |
| 1962 | Schmiedefeld 2. September    | Harald Grosse Wissenschaft TU Dresden              | Rolf Heinemann Dynamo Dresden                      | Wolfgang Lorenz Wissenschaft TU Dresden            | 12,0 km 16 Kontrollposten |
| 1963 | Bad Saarow 7. September      | Helmut Conrad Wissenschaft TU Dresden              | Rolf Heinemann Dynamo Dresden                      | Lothar Dietze Lok Leipzig-Mitte                    |                           |
| 1964 | Jöhstadt 4. Oktober          | Helmut Conrad Wissenschaft TU Dresden              | Rolf Heinemann Dynamo Dresden                      | Harald Grosse Wissenschaft TU Dresden              | 15,3 km                   |
| 1965 | Schneckenstein 15. Oktober   | Rolf Heinemann Dynamo Dresden                      | Wolfgang Lorenz Wissenschaft TU Dresden            | Gerhard Schott Lok Leipzig-Mitte                   | 18,0 km                   |
| 1966 | Dahme/Mark 11. September     | Rolf Heinemann Dynamo Dresden                      | Wolfgang Lorenz Wissenschaft TU Dresden            | Konrad Morenz Lok Leipzig-Mitte                    | 14,0 km                   |
| 1967 | Feldberg 7. Oktober          | Hans-Dieter Baumgart Dynamo Elbe Dresden           | Helmut Conrad Wissenschaft TU Dresden              | Rolf Heinemann Dynamo Elbe Dresden                 | 20,0 km                   |
| 1968 | Hormersdorf 6.–7. Oktober    | Hans-Dieter Baumgart Dynamo Elbe Dresden           | Helmut Conrad Wissenschaft TU Dresden              | Dieter Conrad Wissenschaft Quedlinburg             |                           |
| 1969 | Grünheide 13. September      | Helmut Conrad Wissenschaft TU Dresden              | Tassilo Schmalfeld Medizin Dresden                 | Hans-Dieter Baumgart Dynamo Elbe Dresden           |                           |
| 1970 | Friedrichroda 17. Oktober    | Hans-Dieter Baumgart Dynamo Elbe Dresden           | Michael Schubert Lok ES Berlin                     | Jürgen Ziesche Lok BC Dresden                      |                           |
| 1971 | Blankenburg 24. September    | Wolf Dieter Jentzsch Medizin Dresden               | Hans-Dieter Baumgart Dynamo Elbe Dresden           | Helmut Conrad Wissenschaft TU Dresden              |                           |
| 1972 | Cottbus 29. September        | Rolf Krüpfgans Post Karl-Marx-Stadt                | Tassilo Schmalfeld Medizin Dresden                 | Michael Schubert Lok ES Berlin                     |                           |
| 1973 | Dahlen 28. September         | Helmut Conrad HSG TU Dresden                       | Hans-Dieter Baumgart Dynamo Elbe Dresden           | Rolf Krüpfgans Post Karl-Marx-Stadt                |                           |
| 1974 | Kamenz 11. Oktober           | Hans-Dieter Baumgart Dynamo Elbe Dresden           | Helmut Conrad HSG TU Dresden                       | Jan Lunze HSG TU Dresden                           |                           |
| 1975 | Bad Schmiedeberg 11. Oktober | Reinhard Kretzschmer Dynamo Nord Karl-Marx-Stadt   | Jan Lunze HSG TU Dresden                           | Ludwig Genderjahn Lok ES Berlin                    |                           |
| 1976 | Tiefensee 22. Oktober        | Reinhard Kretzschmer Dynamo Nord Karl-Marx-Stadt   | Jan Lunze HSG TU Dresden                           | Ludwig Genderjahn Lok Magdeburg                    |                           |
| 1977 | Dresden 23. September        | Jan Lunze HSG TU Dresden                           | Helmut Conrad HSG TU Dresden                       | Conrad Tonn Medizin Dresden                        |                           |
| 1978 | Gornsdorf 21. Oktober        | Reinhard Kretzschmer Dynamo Nord Karl-Marx-Stadt   | Gerhard Brettschneider ASG Fünfeichen              | Wolfgang Krause Wissenschaft Quedlinburg           |                           |
| 1979 | Lenz 19. September           | Jan Lunze HSG TU Dresden                           | Reinhard In der Stroth Dynamo Nord Karl-Marx-Stadt | Gerhard Brettschneider Lok ES Berlin               |                           |
| 1980 | Hohnstein 4. Oktober         | Reinhard In der Stroth Dynamo Nord Karl-Marx-Stadt | Harald Männel HSG DHfK Leipzig                     | Helmut Conrad HSG TU Dresden                       |                           |
| 1981 | Wernigerode 26. September    | Reinhard In der Stroth Dynamo Nord Karl-Marx-Stadt | Jens Leibiger Lok BC Dresden                       | Wolfgang Krause Wissenschaft Quedlinburg           |                           |
| 1982 | Bad Berka 25. September      | Jens Leibiger Lok BC Dresden                       | Harald Männel Fortschritt Wehrsdorf                | Jörg Leibiger Lok BC Dresden                       |                           |
| 1983 | Moritzburg 24. September     | Gerhard Brettschneider Lok ES Berlin               | Jens Leibiger Lok BC Berlin                        | Jörg Leibiger ASO Dresden                          | 13,8 km 23 Kontrollposten |
| 1984 | Einsiedel 27. Oktober        | Jens Leibiger Lok BC Dresden                       | Holger Zimmerling ASO Dresden                      | Reinhard In der Stroth Dynamo Nord Karl-Marx-Stadt | 14,7 km 26 Kontrollposten |
| 1985 | Buckow 21. September         | Jens Leibiger Lok BC Dresden                       | Reinhard In der Stroth Dynamo Nord Karl-Marx-Stadt | Jörg Leibiger Lok BC Dresden                       |                           |
| 1986 | Dahlen 11. Oktober           | Frank Schürer HSG TH Karl-Marx-Stadt               | Holger Zimmerling Lok BC Dresden                   | Hilmar Wendler Lok ES Berlin                       |                           |
| 1987 | Blankenburg 3. Oktober       | Holger Zimmerling Lok BC Dresden                   | Jens Leibiger Lok BC Dresden                       | Dirk Meyer HSG DHfK Leipzig                        |                           |
| 1988 | Lauchhammer 7. Oktober       | Dirk Meyer HSG DHfK Leipzig                        | Jens Leibiger Lok BC Dresden                       | Andreas Lückmann Lok BC Dresden                    |                           |
| 1989 | Berggießhübel 7. Oktober     | Andreas Lückmann Lok BC Dresden                    | Jens Leibiger Lok BC Dresden                       | Alexander Lubs KOWEG Görlitz                       |                           |
| 1990 | Güntersberge 13. Oktober     | Andreas Lückmann ESV BC Dresden                    | Tilo Pompe Dynamo Elbe Dresden                     | Heiko Gossel Lok HfV Dresden                       |                           |

### Lange Strecke
| Jahr | Austragungsort                 | 1. Platz                                         | 2. Platz                                           | 3. Platz                                                     | Bemerkung                 |
| ---- | ------------------------------ | ------------------------------------------------ | -------------------------------------------------- | ------------------------------------------------------------ | ------------------------- |
| 1967 | Jena 30. April                 | Helmut Conrad Wissenschaft TU Dresden            |                                                    |                                                              |                           |
| 1973 | Jena 4. November               |                                                  |                                                    | Dieter Conrad Wissenschaft Quedlinburg                       |                           |
| 1977 |                                | Harald Männel KMU Leipzig                        | Reinhard Kretzschmer Dynamo Nord Karl-Marx-Stadt   | Helmut Conrad HSG TU Dresden                                 |                           |
| 1978 |                                | Helmut Conrad HSG TU Dresden                     | Harald Männel KMU Leipzig                          | Jan Lunze HSG TU Dresden                                     |                           |
| 1979 | Hoyerswerda 1. April           | Reinhard Kretzschmer Dynamo Nord Karl-Marx-Stadt | Harald Männel HSG DHfK Leipzig                     | Wolfgang Krause Wissenschaft Quedlinburg                     |                           |
| 1980 |                                | Gerhard Brettschneider Lok ES Berlin             | Reinhard In der Stroth Dynamo Nord Karl-Marx-Stadt | Jörg Leibiger Lok BC Dresden                                 |                           |
| 1981 |                                | Gerhard Brettschneider Lok ES Berlin             | Jörg Leibiger Lok BC Dresden                       | Jens Leibiger Lok BC Dresden                                 |                           |
| 1982 |                                | Jens Leibiger Lok BC Dresden                     | Harald Männel Fortschritt Wehrsdorf                |                                                              |                           |
| 1983 | Schneckenstein 8. Mai          | Jens Leibiger Lok BC Dresden                     | Harald Männel Fortschritt Wehrsdorf                | Reinhard In der Stroth Dynamo Nord Karl-Marx-Stadt           | 21,9 km 27 Kontrollposten |
| 1984 | Coswig 15. April               | Jens Leibiger Lok BC Dresden                     | Frank Schürer ASG Zwickau                          | Dirk Meyer Lok ES Berlin                                     | 24 km 30 Kontrollposten   |
| 1985 | Michendorf 14. April           | Matthias Müller Lok BC Dresden                   | Holger Zimmerling Lok BC Dresden                   | Jens Leibiger Lok BC Dresden                                 |                           |
| 1986 |                                | Jens Leibiger Lok BC Dresden                     | Matthias Müller Lok BC Dresden                     | Dirk Meyer Vorwärts Karow                                    |                           |
| 1987 | Hohenstein-Ernstthal 19. April | Jörg Leibiger Lok BC Dresden                     | Holger Zimmerling Lok BC Dresden                   | Matthias Müller Lok BC Dresden                               |                           |
| 1988 | Bad Doberan 17. April          | Holger Zimmerling Lok BC Dresden                 | Dirk Meyer HSG DHfK Leipzig                        | Jens Leibiger Lok BC Dresden                                 |                           |
| 1989 | Ilmenau 30. April              | Jens Leibiger Lok BC Dresden                     | Alexander Lubs OHS Löbau                           | Dirk Meyer HSG DHfK Leipzig                                  |                           |
| 1990 | 14. April                      | Jens Leibiger Lok BC Dresden                     | Dirk Meyer HSG DHfK Leipzig                        | Heiko Gossel Lok HfV Dresden Andreas Lückmann ESV BC Dresden |                           |

### Kurze Strecke
| Jahr | Austragungsort                 | 1. Platz | 2. Platz | 3. Platz | Bemerkung |
| ---- | ------------------------------ | -------- | -------- | -------- | --------- |
| 1990 | Zittauer Gebirge 15. September |          |          |          |           |

### Nachtlauf
| Jahr | Austragungsort            | 1. Platz                               | 2. Platz                                         | 3. Platz                                   | Bemerkung                                       |
| ---- | ------------------------- | -------------------------------------- | ------------------------------------------------ | ------------------------------------------ | ----------------------------------------------- |
| 1963 | Bad Saarow 8. September   | Rolf Heinemann Dynamo Dresden          | Wolfgang Lorenz TU Dresden                       | Lothar Dietze Lok Leipzig Mitte            | fast Nachtmeister 1 s Rückstand                 |
| 1964 | Jöhstadt 5. Oktober       | Helmut Conrad Wissenschaft TU Dresden  | Dieter Conrad Wissenschaft Quedlinburg           |                                            |                                                 |
| 1965 |                           | Dieter Conrad Wissenschaft Quedlinburg |                                                  |                                            | Meister nach Addition von vier Läufen ermittelt |
| 1966 | Oybin 7. Oktober          |                                        |                                                  | Dieter Conrad Wissenschaft Quedlinburg     |                                                 |
| 1967 | Wernigerode 16. September | Dieter Conrad Wissenschaft Quedlinburg |                                                  |                                            |                                                 |
| 1978 | Guben 11. November        | Jan Lunze HSG TU Dresden               | Reinhard Kretzschmer Dynamo Nord Karl-Marx-Stadt | Christian Wendler Wissenschaft Quedlinburg |                                                 |
| 1979 | Tharandt 27. Oktober      | Jan Lunze HSG TU Dresden               | Gerhard Brettschneider Lok ES Berlin             | Wolfgang Krause Wissenschaft Quedlinburg   |                                                 |
| 1980 | Oelsa 19. Oktober         | Jan Lunze HSG TU Dresden               | Gerhard Brettschneider Lok ES Berlin             | Helmut Conrad HSG TU Dresden               |                                                 |
| 1981 |                           |                                        |                                                  |                                            |                                                 |
| 1982 | Berlin 23. Oktober        | Jan Lunze HSG TU Dresden               | Helmut Conrad HSG TU Dresden                     | Werner Kraemer Lok BC Dresden              |                                                 |
| 1983 | Hoyerswerda 29. Oktober   | Werner Kraemer Lok BC Dresden          | Jan Lunze HSG TU Dresden                         | Jens Leibiger Lok BC Dresden               |                                                 |
| 1984 | Fockendorf 20. Oktober    | Frank Schürer ASG Zwickau              | Werner Kraemer Lok BC Dresden                    | Volkmar Bier Lok BC Dresden                |                                                 |
| 1985 | Michendorf 2. November    | Frank Schürer HSG TH Karl-Marx-Stadt   | Gerhard Brettschneider Lok ES Berlin             | Jens Leibiger Lok BC Dresden               |                                                 |
| 1986 | Dresden 25. Oktober       |                                        |                                                  |                                            |                                                 |
| 1987 | Brück 7. November         | Jens Leibiger Lok BC Dresden           | Matthias Müller Lok BC Dresden                   | Thomas Krauße LVB Leipzig                  |                                                 |
| 1988 | Osterburg 5. November     | Rainer Wichmann HSG DHfK Leipzig       | Jens Leibiger Lok BC Dresden                     | Olaf Schwenk EAW Treptow Berlin            |                                                 |
| 1989 | Premnitz 4. November      |                                        |                                                  | Michael Höfer Wissenschaft Quedlinburg     |                                                 |

### Kombination Nacht-/Taglauf
| Jahr | Austragungsort          | 1. Platz                              | 2. Platz | 3. Platz                               | Bemerkung |
| ---- | ----------------------- | ------------------------------------- | -------- | -------------------------------------- | --------- |
| 1963 | Bad Saarow 9. September | Rolf Heinemann Dynamo Dresden         |          |                                        |           |
| 1964 | Jöhstadt 7. Oktober     | Helmut Conrad Wissenschaft TU Dresden |          | Dieter Conrad Wissenschaft Quedlinburg |           |

### Mannschaft

#### Touristischen Mannschaftsmehrkampf
Von 1956 bis 1958 wurden die Mannschaftsmeisterschaften für Vierermannschaften und 1959 für Zweiermannschaften ausgetragen.
Der Mehrkampf wurde als Dreikampf ausgetragen. Bei einer Wanderung mit Pflichtgepäck zu verschiedenen Kontrollpunkten mussten 1) Leistungen der Ersten Hilfe bei einem Verletzten angewandt werden 2) Hindernisse überwunden werden und 3) wurden Kenntnisse in Botanik, Topografie, Geologie sowie Wetter und Heimatkunde verlangt.
| Jahr | Austragungsort                    | 1. Platz                                | 2. Platz              | 3. Platz             | Bemerkung                                              |
| ---- | --------------------------------- | --------------------------------------- | --------------------- | -------------------- | ------------------------------------------------------ |
| 1956 | Wilthen 28. Sep. – 1. Okt.        | BSG Motor Bannewitz                     |                       | BSG Lokomotive Halle | 13,0 km                                                |
| 1957 | Gräfenhainichen 20.–23. September | Wissenschaft TH Dresden                 |                       |                      | 13,0 km                                                |
| 1958 | Papstdorf 5.–7. September         | BSG Motor Bannewitz Rolf Göhler ???     | BSG Motor Ammendorf 0 |                      | 13,0 km 650 Höhenmeter 12 Kontrollposten 7,5 kg Gepäck |
| 1959 | Crispendorf 2.–5. Oktober         | Empor Dresden-Löbtau Peterhänsel Hessel |                       |                      | 13,0 km 12 Kontrollposten 7,5 kg Gepäck                |

#### Orientierungslauf
| Jahr | Austragungsort             | 1. Platz                                   | 2. Platz          | 3. Platz                                   | Bemerkung          |
| ---- | -------------------------- | ------------------------------------------ | ----------------- | ------------------------------------------ | ------------------ |
| 1959 | Crispendorf 2.–5. Oktober  | HSG DHfK Leipzig Dr. Edelfried Buggel Löwe |                   |                                            | Tag- und Nachtlauf |
| 1960 | Stolberg 17.–19. September | Lok Leipzig-Mitte Achim Kröber Schneider   |                   | Wissenschaft Quedlinburg Helmut Conrad ??? | Tag- und Nachtlauf |
| 1961 | Wilhelmsthal 2.–4. Oktober | BSG Motor Schott Jena Deus Klimas          |                   |                                            | Tag- und Nachtlauf |
|      |                            |                                            |                   |                                            |                    |
| 1984 | Bad Düben 30. September    | BSG Lok BC Dresden                         | BSG Lok ES Berlin | Wissenschaft Quedlinburg                   |                    |

### Staffel
| Jahr | Austragungsort                 | 1. Platz                                                                            | 2. Platz                                                                                   | 3. Platz                                                                               | Bemerkung |
| ---- | ------------------------------ | ----------------------------------------------------------------------------------- | ------------------------------------------------------------------------------------------ | -------------------------------------------------------------------------------------- | --------- |
| 1964 | Jöhstadt 6. Oktober            | Wissenschaft TU Dresden Wolfgang Lorenz Helmut Conrad Harald Grosse                 |                                                                                            |                                                                                        |           |
| 1965 | Schneckenstein 15.–18. Oktober | SG Dynamo Dresden Günther Stock Bellmann Rolf Heinemann                             |                                                                                            |                                                                                        |           |
| 1966 | Oybin 8. Oktober               | Wissenschaft TU Dresden Helmut Conrad ???                                           | Wissenschaft Quedlinburg Alfred Röhlke Rainer Müller Dieter Conrad                         |                                                                                        |           |
| 1967 | Feldberg 6. Oktober            | BSG Lok BC Dresden                                                                  |                                                                                            |                                                                                        |           |
| 1968 |                                | SG Dynamo Elbe Dresden Günther Stock Hans-Dieter Baumgart Rolf Heinemann            | BSG Lok BC Dresden Flache Jürgen Ziesche Hoy                                               | Wissenschaft TU Dresden Christian Haufe Volkmar Simon Helmut Conrad                    |           |
| 1969 |                                | BSG Medizin Dresden                                                                 |                                                                                            |                                                                                        |           |
| 1970 |                                | SG Dynamo Elbe Dresden                                                              |                                                                                            |                                                                                        |           |
| 1971 |                                | Wissenschaft TU Dresden                                                             | BSG Medizin Dresden                                                                        | SG Dynamo Elbe Dresden                                                                 |           |
| 1972 |                                | SG Dynamo Elbe Dresden                                                              | Wissenschaft TU Dresden                                                                    |                                                                                        |           |
| 1973 | Dahlen 29. September           | SG Dynamo Elbe Dresden Rolf Heinemann Rolf Winkler Hans-Dieter Baumgart             | HSG TU Dresden                                                                             | Wissenschaft Quedlinburg Christian Wendler Wolfgang Krause Dieter Conrad               |           |
| 1974 | Kamenz 12. Oktober             | BSG Lok BC Dresden                                                                  |                                                                                            | Wissenschaft Quedlinburg Christian Wendler Wolfgang Krause Dieter Conrad               |           |
| 1975 | Bad Schmiedeberg 12. Oktober   | Dynamo Nord Karl-Marx-Stadt Christoph Knödel Thomas Stöhr Reinhard Kretzschmer      | BSG Lok ES Berlin Ludwig Genderjahn Gerhard Brettschneider Michael Schubert                | SG Dynamo Elbe Dresden Wolf-Gerold Juckeland ??? Hans-Dieter Baumgart                  |           |
| 1976 | Tiefensee 23. Oktober          | HSG TU Dresden                                                                      |                                                                                            |                                                                                        |           |
| 1977 | Dresden 24. September          | HSG TU Dresden Michael Möser Jan Lunze Helmut Conrad                                | BSG Lok ES Berlin Gerhard Brettschneider Ronald Brachmann Jürgen Ziesche                   | Dynamo Nord Karl-Marx-Stadt Thomas Stöhr Christoph Knödel Reinhard Kretzschmer         |           |
| 1978 | Gornsdorf 22. Oktober          | HSG TU Dresden Michael Möser Jan Lunze Helmut Conrad                                | BSG Lok ES Berlin                                                                          | Wissenschaft Quedlinburg Dieter Conrad Christian Wendler Wolfgang Krause               |           |
| 1979 | Lenz 20. September             | BSG Lok BC Dresden Jörg Leibiger Werner Kraemer Bier                                | HSG TU Dresden Michael Möser Jan Lunze Helmut Conrad                                       | BSG Lok ES Berlin Gerhard Brettschneider Ronald Brachmann Karl-Heinz Seefeld           |           |
| 1980 | Hohnstein 5. Oktober           | HSG TU Dresden Michael Möser Joachim Gerhardt Jan Lunze Helmut Conrad               | HSG DHfK Leipzig                                                                           | Wissenschaft Quedlinburg Frank Namyslo Christian Wendler Dieter Conrad Wolfgang Krause |           |
| 1981 | Wernigerode 27. September      | BSG Lok BC Dresden Klaus Hempel Werner Kraemer Jörg Leibiger Jens Leibiger          | HSG TU Dresden Michael Möser Joachim Gerhardt Jan Lunze Helmut Conrad                      | SG Dynamo Elbe Dresden Wolf-Gerold Juckelandt Olaf Schaffrath Rene Boden Peter Hering  |           |
| 1982 | Bad Berka 26. September        | HSG TU Dresden Michael Möser Joachim Gerhardt Jan Lunze Helmut Conrad               | BSG Fortschritt Wehrsdorf Dietmar Fremder Klaus Männel Frank Schürer Harald Männel         | ASO Dresden Peter Hering Lutz Kraemer Matthias Müller Jörg Leibiger                    |           |
| 1983 | Moritzburg 25. September       | ASO Dresden Möller Jörg Leibiger Holger Zimmerling Peter Hering                     | BSG Lok ES Berlin                                                                          | BSG Lok BC Dresden                                                                     |           |
| 1984 | Einsiedel 28. Oktober          | BSG Lok BC Dresden Volkmar Bier Werner Kraemer Jörg Leibiger Jens Leibiger          | SG Dynamo Elbe Dresden                                                                     | HSG TU Dresden                                                                         |           |
| 1985 | Buckow 22. September           | HSG TU Dresden Michael Möser Joachim Gerhardt Jan Lunze Helmut Conrad               | Wissenschaft Quedlinburg Frank Namyslo Michael Höfer Wolfgang Krause Hilmar Wendler        | BSG Lok ES Berlin                                                                      |           |
| 1986 | Dahlen 12. Oktober             | BSG Lok BC Dresden Matthias Müller Jörg Leibiger Holger Zimmerling Andreas Lückmann | BSG Lok ES Berlin                                                                          | BSG Lok BC Dresden II                                                                  |           |
| 1987 | Blankenburg 4. Oktober         | BSG Lok BC Dresden Jens Leibiger Jörg Leibiger Andreas Lückmann Holger Zimmerling   | HSG TU Dresden Michael Möser Veikko Baath Jan Lunze Helmut Conrad                          | BSG Lok ES Berlin                                                                      |           |
| 1988 | Lauchhammer 8. Oktober         | BSG Lok BC Dresden Matthias Müller Lutz Kraemer Holger Zimmerling Jörg Leibiger     | BSG Lok ES Berlin Uwe Brettschneider Gerhard Brettschneider Stefan Bleidorn Hilmar Wendler | Wissenschaft Quedlinburg Thomas Schweitzer Martin Dähnn Frank Namyslo Michael Höfer    |           |
| 1989 | Berggießhübel 8. Oktober       | BSG Lok BC Dresden                                                                  | SG Dynamo Elbe Dresden                                                                     | HSG TU Dresden                                                                         |           |
| 1990 | Güntersberge 13. Oktober       | OL Team Wehrsdorf                                                                   |                                                                                            |                                                                                        |           |

## Damen

### Einzel
| Jahr | Austragungsort                | 1. Platz                                      | 2. Platz                                | 3. Platz                                       | Bemerkung                 |
| ---- | ----------------------------- | --------------------------------------------- | --------------------------------------- | ---------------------------------------------- | ------------------------- |
| 1962 | Schmiedefeld 2. September     | Annelies Scheffler Motor Heidenau             | Helga Cruse Lok Leipzig Mitte           | Renate Schrei Motor Ammendorf                  |                           |
| 1963 | Bad Saarow 7. September       | Annelies Scheffler Motor Heidenau             | Ria Meyer Lok Leipzig Mitte             | Helga Cruse Lok Leipzig Mitte                  |                           |
| 1964 | Jöhstadt 4. Oktober           | Ulrike Heinemann Dynamo Dresden               | Erika Wauer Lok ES Berlin               | Uta Kuckert TU Dresden                         |                           |
| 1965 | Schneckenstein 15. Oktober    | Erika Wauer Lok ES Berlin                     | Renate Schrei Motor Ammendorf           | Olly Pietzsch Lok BC Dresden                   |                           |
| 1966 | Dahme/Mark 11. September      | Erika Wauer Lok Bad Schandau                  | Annelies Unger Lok Leipzig Mitte        | Ulrike Heinemann Dynamo Dresden                |                           |
| 1967 | Feldberg 7. Oktober           | Uta Thämelt TU Dresden                        | Annelies Unger Lok Leipzig Mitte        | Ulrike Heinemann Dynamo Elbe Dresden           |                           |
| 1968 | Hormersdorf 6.–7. Oktober     | Annelies Unger Lok Leipzig Mitte              | Ulrike Heinemann Dynamo Elbe Dresden    | Uta Thämelt Dynamo Elbe Dresden                |                           |
| 1969 | Grünheide 13. September       | Gertraud Wichmann Chemie Magdeburg            | Heide Lehmann Motor Weimar              | Hannelore Bregula Motor Mitte Karl-Marx-Stadt  |                           |
| 1970 | Friedrichroda 17. Oktober     | Hannelore Bregula Motor Mitte Karl-Marx-Stadt | Erika Conrad Lok Bad Schandau           | Annelies Unger Lok Leipzig Mitte               |                           |
| 1971 | Blankenburg 24. September     | Gertraud Wichmann Chemie Magdeburg            | Traute Schölling Lok Weimar             | Erika Conrad Lok Bad Schandau                  |                           |
| 1972 | Cottbus 29. September         | Sigrid Noack Medizin Dresden                  | Rita Winkler Dynamo Elbe Dresden        | Annerose Weber Lok BC Dresden                  |                           |
| 1973 | Dahlen 28. September          | Traute Schölling Uni Jena                     | Erika Keller Lok Leipzig Mitte          | Margit Reichert Einheit Pädagogik Leipzig      |                           |
| 1974 | Kamenz 11. Oktober            | Sigrid Noack Medizin Dresden                  | Rita Winkler Dynamo Elbe Dresden        | Erika Keller Medizin Dresden                   |                           |
| 1975 | Bad Schmiedeberg 11. Oktober  | Sigrid Noack Medizin Dresden                  | Rita Winkler Dynamo Elbe Dresden        | Heidi Kretzschmar Lok Leipzig Mitte            |                           |
| 1976 | Tiefensee 22. Oktober         | Sigrid Löwinger Medizin Dresden               | Ursula Richter Lok Dresden              | Rita Winkler Dynamo Elbe Dresden               |                           |
| 1977 | Dresden 23. September         | Rita Winkler Dynamo Elbe Dresden              | Ursula Richter Lok Dresden              | Hannelore Schubert Motor Mitte Karl-Marx-Stadt |                           |
| 1978 | Gornsdorf 21. Oktober         | Erika Keller Planeta Radebeul                 | Heidi Schaffrath Dynamo Elbe Dresden    | Martina Nägler Motor Mitte Karl-Marx-Stadt     |                           |
| 1979 | Lenz 19. September            | Martina Nägler Motor Mitte Karl-Marx-Stadt    | Erika Härtelt Planeta Radebeul          | Andrea Kühne KMU Leipzig                       |                           |
| 1980 | Hohnstein 4. Oktober          | Martina Nägler Numerik Karl-Marx-Stadt        | Erika Härtelt Planeta Radebeul          | Heidi Schaffrath Dynamo Elbe Dresden           |                           |
| 1981 | Wernigerode 26.–27. September | Erika Härtelt Planeta Radebeul                | Martina Nägler Numerik Karl-Marx-Stadt  | Rita Winkler Dynamo Elbe Dresden               |                           |
| 1982 | Bad Berka 25. September       | Erika Härtelt Planeta Radebeul                | Ute Gommlich Planeta Radebeul           | Rita Winkler Dynamo Elbe Dresden               |                           |
| 1983 | Moritzburg 24. September      | Rita Winkler Dynamo Elbe Dresden              | Erika Härtelt Planeta Radebeul          | Ulrike Mehnert Lok BC Dresden                  | 13,8 km 23 Kontrollposten |
| 1984 | Einsiedel 27. Oktober         | Ute Gommlich Planeta Radebeul                 | Erika Härtelt Planeta Radebeul          | Beate Kliemann DHfK Leipzig                    | 14,7 km 26 Kontrollposten |
| 1985 | Buckow 27. September          | Ute Gommlich Planeta Radebeul                 | Erika Härtelt Planeta Radebeul          | Cornelia Dräger Fortschritt Wehrsdorf          |                           |
| 1986 | Dahlen 11. Oktober            | Annett Gerold Fortschritt Wehrsdorf           | Anke Spott Einheit Pädagogik Leipzig    | Ute Gommlich Planeta Radebeul                  |                           |
| 1987 | Blankenburg 3. Oktober        | Wiebke Kärger Einheit Pädagogik Leipzig       | Annett Gerold Fortschritt Wehrsdorf     | Erika Härtelt Planeta Radebeul                 |                           |
| 1988 | Lauchhammer 7. Oktober        | Annett Gerold Fortschritt Wehrsdorf           | Wiebke Kärger Einheit Pädagogik Leipzig | Cornelia Dräger Lok BC Dresden                 |                           |
| 1989 | Berggießhübel 7. Oktober      | Annett Gerold Fortschritt Wehrsdorf           | Berit Hähnel Fortschritt Wehrsdorf      | Wiebke Kärger Einheit Pädagogik Dresden        |                           |
| 1990 | Güntersberge 13. Oktober      | Anke Xylander Planeta Radebeul                | Silke Schlittenmann ESV Berlin          | Wiebke Kärger Einheit Pädagogik Leipzig        |                           |

### Lange Strecke
| Jahr | Austragungsort                 | 1. Platz                                | 2. Platz                            | 3. Platz                                | Bemerkung |
| ---- | ------------------------------ | --------------------------------------- | ----------------------------------- | --------------------------------------- | --------- |
| 1985 | Michendorf 14. April           | Erika Härtelt Planeta Radebeul          | Annett Gerold Fortschritt Wehrsdorf | Ute Gommlich Planeta Radebeul           |           |
| 1986 | Schwerin 20. April             | Annett Gerold Fortschritt Wehrsdorf     | Ulrike Mehnert Lok BC Dresden       | Anke Spott Einheit Pädagogik Leipzig    |           |
| 1987 | Hohenstein-Ernstthal 19. April | Annett Gerold Fortschritt Wehrsdorf     | Ulrike Mehnert Lok BC Dresden       | Ute Gommlich Planeta Radebeul           |           |
| 1988 | Bad Doberan 17. April          | Cornelia Dräger Lok BC Dresden          | Annett Gerold Fortschritt Wehrsdorf | Wiebke Kärger Einheit Pädagogik Leipzig |           |
| 1989 | Ilmenau 30. April              | Wiebke Kärger Einheit Pädagogik Leipzig | Annett Gerold Fortschritt Wehrsdorf | Diana Wagner Fortschritt Wehrsdorf      |           |